# Kolozsvár díszpolgárainak listája
Az alábbi lista az 1992-től adományozott Kolozsvár díszpolgárai cím viselőit sorolja fel a cím adományozásának éve szerinti sorrendben, azon belül betűrendben.
A kitüntetés adományozására javaslatot tehet a polgármester, a városi tanács tagjai, azok a jogi személyek, amelyek a kitüntetendővel azonos szakterületen tevékenykednek, illetve a szavazati joggal rendelkező kolozsvári lakosok 5%-a. A díjat a város polgármestere adományozza.
| Adományozás éve | Kép | Név | Születés – halálozás | Foglalkozás / tisztség |
| --------------- | --- | --- | -------------------- | --- |
| 1992            |     | Ştefan Pascu | 1914–1998            | román történész, a Babeș–Bolyai Tudományegyetem rektora, a Román Akadémia tagja                                                |
| 1992            |     | Iannis Xenakis | 1922–2001            | görög-francia zeneszerző, építész, mérnök                                                                                      |
| 1993            |     | Teodor Breharu |                      | román katonatiszt, második világháborús veterán                                                                                |
| 1993            |     | Simion Cinteză |                      | román katonatiszt, második világháborús veterán                                                                                |
| 1993            |     | Suzana Coman Bosica | 1910–2002            | román operaénekesnő, festőművész                                                                                               |
| 1993            |     | Aurel Fodorean |                      | román katonatiszt, második világháborús veterán                                                                                |
| 1993            |     | Petru Godiac | 1967–                | moldovai politikus |
| 1993            |     | Lya Hubic | 1911–2006            | román operaénekesnő |
| 1993            |     | Ilie Ilaşcu | 1952–                | moldovai politikus |
| 1993            |     | Andrei Ivanţoc | 1961–                | moldovai politikus |
| 1993            |     | Alexandru Leşco | 1955–                | moldovai politikus |
| 1993            |     | Harry Maiorovici | 1918–2000            | román zeneszerző |
| 1993            |     | Radu Nicodim |                      | román repülőstiszt a második világháborúban                                                                                    |
| 1993            |     | Tudor Petrov-Popa | 1963–                | moldovai politikus |
| 1993            |     | Vasiu S. Simion |                      | román katonatiszt, második világháborús veterán                                                                                |
| 1993            |     | Raoul Şorban | 1912–2006            | román műkritikus, festő, író                                                                                                   |
| 1993            |     | Ion N. Stănculeasa |                      | román katonatiszt, második világháborús veterán                                                                                |
| 1993            |     | Lucia Stănescu | 1926–                | román operaénekesnő, a kolozsvári Román Nemzeti Opera igazgatója                                                               |
| 1993            |     | Eugen A. Stoica |                      | román katonatiszt, második világháborús veterán                                                                                |
| 1993            |     | Ludovic Enea Todea |                      | román katonatiszt, második világháborús veterán                                                                                |
| 1993            |     | Virgil Vătăşianu | 1902–1993            | román művészettörténész |
| 1994            |     | Ion R. Baciu | 1921–2004            | román orvos, a Román Akadémia tagja                                                                                            |
| 1994            |     | Erich Bergel | 1930–1998            | erdélyi szász karmester |
| 1994            |     | Sava Negrean Brudașcu | 1947                 | román népdalénekesnő |
| 1994            |     | Liviu Comes | 1918–2004            | román zeneszerző, muzikológus                                                                                                  |
| 1994            |     | Dumitru Fărcaș | 1938–2018            | román népzenész, tárogatós |
| 1994            |     | Silvia Ghelan | 1924–                | román színésznő |
| 1994            |     | Romeo Ghircoiaș | 1919–1995            | román muzikológus, zongoraművész, a Gheorghe Dima Zeneakadémia rektora                                                         |
| 1994            |     | Viorel Gligore | 1910–2001            | román orvos, diabetológus |
| 1994            |     | Ioan Holender | 1935–                | osztrák énekes, operaigazgató és menedzser                                                                                     |
| 1994            |     | Ion Irimescu | 1903–2005            | román szobrász |
| 1994            |     | Tudor Jarda | 1922–2007            | román zeneszerző, karmester |
| 1994            |     | Kovács István | 1920–1995            | magyar labdarúgóedző |
| 1994            |     | Mircea Luca | 1921–2008            | román labdarúgó |
| 1994            |     | Constantin Marin | 1925–2011            | román karmester |
| 1994            |     | Crișan Mircioiu | 1913-2010            | román sebészorvos |
| 1994            |     | Eugenia Moldoveanu | 1944–                | román operaénekesnő |
| 1994            |     | Mariana Nicolesco | 1948–                | román operaénekesnő |
| 1994            |     | David Ohanesian | 1927–2007            | örmény származású román operaénekes                                                                                            |
| 1994            |     | Cornel Tiberiu Opriș |                      | román szájsebész |
| 1994            |     | Paneth Farkas | 1917–2009            | magyar-zsidó asztaliteniszező és edző                                                                                          |
| 1994            |     | Demetrius Pop |                      | román fuvolaművész, karmester                                                                                                  |
| 1994            |     | Liana Rodica Pop | 1931                 | román muzikológus, a Gheorghe Dima Zeneakadémia rektora                                                                        |
| 1994            |     | Ninuca Oşanu-Pop | 1941–                | román zongoraművész |
| 1994            |     | Rónai Antal | 1906–1996            | magyar operakarmester, a kolozsvári Állami Magyar Opera igazgatója, érdemes művész                                             |
| 1994            |     | Anghel Rugină | 1913–2008            | román közgazdász, a Román Akadémia tiszteleti tagja                                                                            |
| 1994            |     | Ruha István | 1931–2004            | magyar hegedűművész, kamarazenész                                                                                              |
| 1994            |     | Constantin Rusnac | 1948–                | moldovai zeneszerző |
| 1994            |     | Dorel Vișan | 1937–                | román színész |
| 1994            |     | Roman Vlaicu | 1927–2010            | román kardiológus |
| 1995            |     | Sergiu Duca | 1936–2004            | román sebész |
| 1995            |     | Emil Gherman | 1943–2018            | román operaénekes |
| 1995            |     | Bazil Gruia | 1909–                | román költő, publicista, ügyvéd                                                                                                |
| 1995            |     | George Guțiu | 1924–2011            | kolozsvár-szamosújvári görög katolikus püspök                                                                                  |
| 1995            |     | Oliver Lustig | 1926–2017            | román-zsidó író, újságíró, holokauszttúlélő                                                                                    |
| 1995            |     | George Emil Palade | 1912–2008            | Nobel-díjas román-amerikai sejtbiológus                                                                                        |
| 1995            |     | Florin Piersic | 1936–                | román színész |
| 1996            |     | Dinu Adameșteanu | 1913–2004            | román-olasz régész |
| 1996            |     | Radu Aftenie | 1936–                | román szobrász |
| 1996            |     | Bartolomeu Anania | 1921–2011            | román ortodox pap, a Kolozsvár–Máramaros–Szilágysági Metropólia metropolitája                                                  |
| 1996            |     | Ioan Bocșa | 1947–                | román népdalénekes |
| 1996            |     | Bernard Boyer |                      | francia diplomata, Franciaország bukaresti nagykövete 1993–1997 között                                                         |
| 1996            |     | Norbert Burger | 1932–                | német politikus, Köln főpolgármestere 1980–1999 között                                                                         |
| 1996            |     | Alexandru Clenciu | 1913–2000            | román karikaturista |
| 1996            |     | Nikola Debelić | 1934–                | horvát karmester, diplomata, Horvátország bukaresti nagykövete                                                                 |
| 1996            |     | Hans Joachim Grove Maria Rodica Grove |                      | német galériatulajdonos házaspár, filantrópok                                                                                  |
| 1996            |     | Alfred H. Moses | 1929–                | amerikai ügyvéd, diplomata, az Amerikai Egyesült Államok bukaresti nagykövete 1994–1997 között                                 |
| 1996            |     | Marius Sabin Peculea | 1926–                | román mérnök, a Román Akadémia tagja                                                                                           |
| 1996            |     | Ștefan Popa-Popas | 1955–                | román karikaturista |
| 1996            |     | Dumitru Sopon | 1936–2006            | román népdalénekes |
| 1996            |     | Efim Tarlapan | 1944–2015            | moldovai író, humorista |
| 1996            |     | Gheorghe Turda | 1948–                | román népdalénekes |
| 1997            |     | Ioan Bobeș | 1925–                | román fitopatológus, a Vatra Românească alapító tagja                                                                          |
| 1997            |     | Petre Bucșa | 1919–2006            | román költő, író, 1972-1980 között a kolozsvári Román Nemzeti Színház igazgatója                                               |
| 1997            |     | Horațiu Ciortin |                      | román orvos, 1946-os antikommunista diákvezető                                                                                 |
| 1997            |     | Horia Colan | 1926–2017            | román kohómérnök, a kolozsvári Műszaki Egyetem rektora, a Román Akadémia tagja                                                 |
| 1997            |     | Marius Cuteanu | 1917–2013            | román zeneszerző, karmester |
| 1997            |     | Iosif Constantin Drăgan | 1917–2008            | román üzletember |
| 1997            |     | Paul Eugen |                      | román szobrász |
| 1997            |     | Jean Guillot |                      | a toulouse-i Alkalmazott Tudományok Intézetének tanára                                                                         |
| 1997            |     | Mihai Leu | 1968–2025            | román ökölvívó |
| 1997            |     | Maria Marcu |                      | román népdalénekesnő |
| 1997            |     | Camil Mureșanu | 1927–2015            | román történész, a Román Akadémia tagja                                                                                        |
| 1997            |     | Ana Pop-Corondan | 1922–2005            | román népdalénekesnő |
| 1997            |     | Mircea Valer Pușcă | 1952–                | román politikus |
| 1997            |     | Vasile Rebreanu | 1934–                | román író |
| 1997            |     | Francisc Țăranu |                      | egyetemi tanár |
| 1997            |     | Gheorghe Telea | 1921–2014            | román sebész |
| 1998            |     | Șerban C. Andronescu | 1924–2004            | román író, műfordító, a Román Akadémia tagja                                                                                   |
| 1998            |     | Vasile Barbă | ?–2007               | a freiburgi aromán kulturális egyesület alapítója                                                                              |
| 1998            |     | Joseph Blethon |                      | állatorvos, a franciaországi Cusset polgármestere                                                                              |
| 1998            |     | Maria Bocșe | 1939–2010            | román etnológus |
| 1998            |     | Harry S. Dent | 1930–2007            | amerikai politikus, baptista diakónus                                                                                          |
| 1998            |     | Tudor Drăganu | 1912–2010            | román alkotmányjogász, a Román Akadémia tagja                                                                                  |
| 1998            |     | Ion Dumitriu-Snagov | 1927–2001            | román történész |
| 1998            |     | Gelu Furdui |                      | román etnológus, muzikológus, a kolozsvári rádió szerkesztője                                                                  |
| 1998            |     | Valentin Gheorghiu | 1928–                | román zongoraművész, zeneszerző                                                                                                |
| 1998            |     | Nicu Ghergulescu |                      | román ortopéd orvos |
| 1998            |     | Vladimir Hanga | 1920–2013            | román jogász, jogtörténész |
| 1998            |     | Negoiță Irimie | 1933–2000            | román költő |
| 1998            |     | Yehudi Menuhin | 1916–1999            | amerikai zsidó hegedűművész és karmester                                                                                       |
| 1998            |     | Otto Oertel |                      | német orvos |
| 1998            |     | Gheorghe Pavelescu | 1915–2008            | román etnológus |
| 1998            |     | Matthieu Royet |                      | a kolozsvári Francia Kulturális Központ igazgatója                                                                             |
| 1998            |     | Nicolae Sabău | 1929–                | román népdalénekes |
| 1998            |     | Miron Scorobete | 1933–                | román költő, író |
| 1998            |     | Laurs Sommers |                      | dán mezőgazdasági kutató |
| 1998            |     | Doru Mihai Ștefănescu | 1942–                | román-amerikai kohómérnök, a kolozsvári Műszaki Egyetem díszdoktora                                                            |
| 1999            |     | Ion Brad | 1929–2019            | román diplomata és író |
| 1999            |     | Irineu Bistrițeanu | 1953–                | román ortodox érsek |
| 1999            |     | Alexandru Jianu Butnariu |                      | román szülész-gyermekgyógyász orvos                                                                                            |
| 1999            |     | Constantin Cubleșan | 1939–                | román író, költő, drámaíró, irodalomkritikus, irodalomtörténész                                                                |
| 1999            |     | Vasile Fanache | 1934–2013            | román irodalomkritikus, irodalomtörténész, esszéíró, műfordító                                                                 |
| 1999            |     | Ellinor Haase |                      | dán pedagógus, kutató |
| 1999            |     | Ionel Haiduc | 1937–                | román vegyész, a Román Akadémia elnöke, a Magyar Tudományos Akadémia tiszteleti tagja.                                         |
| 1999            |     | André Hurst | 1940–                | svájci klasszikafilológus, a Genfi Egyetem rektora, a Babeș–Bolyai Tudományegyetem díszdoktora                                 |
| 1999            |     | Sim Dzsedok |                      | Szuvon polgármestere |
| 1999            |     | Josizumi Tosio |                      | japán grafikus |
| 1999            |     | Radu Anton Maier | 1934–                | német festő, grafikus |
| 1999            |     | Ion Miloș | 1930–2015            | román költő, műfordító |
| 1999            |     | Mohy Sándor | 1902–2001            | magyar festőművész |
| 1999            |     | Krzysztof Penderecki | 1933                 | lengyel zeneszerző |
| 1999            |     | Gheorghe Petrescu |                      | román egyetemi tanár, a Dohányzásellenes Liga elnöke                                                                           |
| 1999            |     | Liviu Petrescu | 1941–1999            | román irodalomkritikus, irodalomtörténész, esszéíró                                                                            |
| 1999            |     | Ioan Piso | 1944–                | román ókortörténész, régész, epigráfus, a kolozsvári Történelmi Múzeum igazgatója                                              |
| 1999            |     | Jurgen Paul Pohr |                      | orvos, a Romániai Német Demokrata Fórum kolozsvári fiókjának elnöke                                                            |
| 1999            |     | Augustin Pop |                      | román mezőgazdász, egyetemi tanár                                                                                              |
| 1999            |     | Dumitru Pop |                      | román irodalomtörténész, folklorista                                                                                           |
| 1999            |     | Nicolae Ropotean |                      | Románia koreai nagykövete |
| 1999            |     | Petre Sbârcea | 1932–                | román karmester |
| 1999            |     | Heinz Ludwig Schmitz |                      | német mérnök, kölni városi tanácsos                                                                                            |
| 1999            |     | Sim Dzsedok |                      | Szuvon polgármestere |
| 1999            |     | Svend Slipsager |                      | dán szociológus, a brandjbergi népfőiskola igazgatója                                                                          |
| 1999            |     | Szabó Gabriella | 1975–                | olimpiai és világbajnok román atléta                                                                                           |
| 1999            |     | Rémus Tzincoca | 1915–2012            | román-kanadai zeneszerző, karmester                                                                                            |
| 1999            |     | Mircea Zaciu | 1928–2000            | román irodalomkritikus, irodalomtörténész, a Román Akadémia tiszteleti tagja                                                   |
| 1999            |     | Gheorghe Zamfir | 1941–                | román pánsípzenész |
| 2000            |     | Octavian Bârlea | 1913–2005            | román görögkatolikus teológus, egyháztörténész, a Vatikáni Rádió román osztályának a vezetője                                  |
| 2000            |     | Nicolae Boșcaiu | 1925–2008            | román biológus, a Román Akadémia tagja                                                                                         |
| 2000            |     | Mihai Cimpoi | 1942–                | moldovai irodalomkritikus, irodalomtörténész, a Román Akadémia tagja                                                           |
| 2000            |     | Florentin Crihălmeanu | 1959–                | román görögkatolikus pap, a a Kolozsvár-Szamosújvári egyházmegye püspöke                                                       |
| 2000            |     | Dumitru Dumitrașcu | 1929–                | román gasztroenteorológus, festő, esszéíró                                                                                     |
| 2000            |     | Gheorghe Lazea |                      | román mérnök, a kolozsvári Műszaki Egyetem rektora                                                                             |
| 2000            |     | George Legman |                      | kolozsvári zsidó születésű brazil tudós                                                                                        |
| 2000            |     | Ovidiu Traian Lungu |                      | mérnök |
| 2000            |     | Ioan Marin Mălinaș |                      | teológus, egyháztörténész |
| 2000            |     | Dumitru Radu Popescu | 1935–2023            | román író, drámaíró, forgatókönyvíró, a Román Akadémia tagja                                                                   |
| 2000            |     | Elena Popoviciu | 1924–2009            | román matematikus |
| 2000            |     | Dumitru Protase | 1926–                | román történész, régész, a Román Akadémia tiszteleti tagja                                                                     |
| 2000            |     | Andrei Ripianu | 1919–2008            | román mérnök, a Román Akadémia tagja                                                                                           |
| 2000            |     | Alexandru Șafran | 1910–2006            | Románia főrabbija 1940–1948 között, 1948 után svájci rabbi                                                                     |
| 2000            |     | Christian W. Schenk | 1951–                | német költő, író, orvos |
| 2000            |     | Octavian Șchiau | 1930–2013            | román irodalomtörténész |
| 2000            |     | Eugen Simion |                      | irodalomkritikus, szerkesztő, esszéíró, a Román Akadémia elnöke 1998–2006 között                                               |
| 2000            |     | Emil Simon | 1936–2014            | román karmester |
| 2000            |     | Jerônimo Moscardo | 1940–                | brazil diplomata |
| 2000            |     | Virginia Zeani | 1925–                | román operaénekesnő |
| 2001            |     | Octavian Bellu | 1951–                | román tornaedző |
| 2001            |     | Ioan Doru Dejica |                      | orvos, immunológus |
| 2001            |     | Mihail Friedman |                      | orosz író, műfordító, Mihail Sadoveanu műveinek oroszra fordítója                                                              |
| 2001            |     | Nicolae Ghilezan | 1938–                | román orvos, a Román Akadémia tagja                                                                                            |
| 2001            |     | Mihai Lucan | 1948–                | román orvos, urológus |
| 2001            |     | Gheorghe Constantin Marinescu | 1928–                | román filozófus |
| 2001            |     | Achim Mihu | 1931–2018            | román szociológus, antropológus, filozófus                                                                                     |
| 2001            |     | Dumitru Prunariu | 1952–                | román űrhajós |
| 2001            |     | Aurel Rău | 1930–                | román költő, író, műfordító |
| 2001            |     | Albert Riezebos |                      | holland filantróp, a kolozsvári éjjeli menedékhely és gyermekmenhely alapítója                                                 |
| 2001            |     | Răzvan Theodorescu | 1939–                | román művészettörténész, politikus, Románia művelődési minisztere 2000–2004 között                                             |
| 2002            |     | Marius Porumb | 1943–                | moldovai műkritikus, művészettörténész, a Román Akadémia tagja                                                                 |
| 2002            |     | Fritz Schramma | 1943–                | német politikus, Köln főpolgármestere 2000–2009 között                                                                         |
| 2003            |     | Ionel Albu |                      | orvos |
| 2003            |     | Gheorghe Benga | 1944–                | román orvos, a Román Akadémia tagja                                                                                            |
| 2003            |     | Nicolae Miu |                      | román gyermekorvos |
| 2003            |     | Iosif Viehmann | 1925–2016            | román szpeológus |
| 2004            |     | Oana Ban | 1986–2               | olimpiai bajnok román tornász                                                                                                  |
| 2004            |     | Maria Cioncan | 1977–2007            | olimpiai bronzérmes román atléta                                                                                               |
| 2005            |     | Sanjit K. Mitra |                      | amerikai mérnök |
| 2005            |     | Maros Dezső | 1920–2011            | magyar gépészmérnök, a Magyar Tudományos Akadémia külső tagja.                                                                 |
| 2005            |     | Dumitru Salade | 1915–                | román pedagógus, pszichológus                                                                                                  |
| 2006            |     | Ion Buzea | 1934–                | román operaénekes |
| 2006            |     | Kerekes Éva Enikő |                      | magyar karatézó és karateedző                                                                                                  |
| 2006            |     | Dinu Adrian Smical, Gheorghe Adrian Naşc, Alexandru Pop, Aurel Merca, Ballai Csaba Zoltan, Borbely Istvan, Mihai Călin Ţiclete, Egyedi Imre, Emil Ciortea, Grigore Borş, Horia Pedestru, Ioan Chira, Ioan Inclezan, Ioan Rusu, Ioan Sabău, Ioan Văleanu, Lucian Matiş, Corina Luminiţa Mişan, Rodica Cristurean, Sorinel Dorinel Jurja, Szabo Attila, Szabo Ştefan, Tamas Burgya Iosif, Teodor Pop, Vergică Marin, Viorel Cioară, Călin Alexandru Nemeş, Iosif Cionca, Fănel Ciupitu Chican |                      | az 1989-es forradalom áldozatai                                                                                                |
| 2007            |     | Leon Druker |                      | kuxemburgi üzletember |
| 2007            |     | Basarab Nicolescu | 1942–                | francia-román fizikus, filozófus, a Román Akadémia tiszteleti tagja                                                            |
| 2008            |     | Marius Bodochi | 1959–                | román színész |
| 2008            |     | Marcel Cucuianu |                      | román orvos, biokémikus |
| 2008            |     | George Nicu Ionescu |                      | román sebész, a Iuliu Hațieganu Orvosi és Gyógyszerészeti Egyetem rektora 1984-1990 között                                     |
| 2008            |     | Gheorghe Mureșan | 1971–                | román profi kosárlabdajátékos                                                                                                  |
| 2009            |     | Emil Burzo | 1935–                | román fizikus, a Román Akadémia tagja                                                                                          |
| 2009            |     | Claudiu Rusu |                      | román vízilabdázó, vízilabdaedző                                                                                               |
| 2010            |     | Liviu Maior | 1940–                | román történész, oktatási miniszter 1992–1996 között                                                                           |
| 2011            |     | Marius Traian Bojiță | 1942–                | román farmakológus, a Iuliu Hațieganu Orvosi és Gyógyszerészeti Egyetem rektora                                                |
| 2011            |     | Aurel Marc |                      | román oboaművész, a Collegium Musicum Academicum együttes alapító tagja, a Gheorghe Dima Zeneakadémia rektora 2000–2008 között |
| 2011            |     | Radu Munteanu | 1945–                | román elektromérnök, a kolozsvári Műszaki Egyetem rektora                                                                      |
| 2011            |     | Ioan Sbârciu | 1948–                | román festőművész, 2012 óta a kolozsvári Képzőművészeti és Formatervezési Egyetem szenátusának elnöke                          |
| 2012            |     | Florin Bercean | 1963–                | cselgáncsedző |
| 2012            |     | Grigore Pop | 1952–2011            | román szakszervezeti vezető |
| 2012            |     | Simona Richter | 1972–                | olimpiai bronzérmes román cselgáncsozó, edző                                                                                   |
| 2013            |     | Rada Flavia Mihalcea |                      | automatika- és számítógéptudományi mérnök                                                                                      |
| 2014            |     | Ion Taloș | 1934–                | román etnológus |
| 2015            |     | Viorica Cortez | 1935–                | román operaénekesnő |
| 2015            |     | Ion Mureșan | 1955–                | román költő, publicista |
| 2015            |     | Alexandru Rotar |                      | román szájsebész |
| 2016            |     | Szentágotai Lóránt |                      | magyar orvos, a Theodóra Ház idősotthon vezetője                                                                               |
| 2017            |     | Cornel Brudașcu | 1937–                | román festőművész |
| 2017            |     | Grigore Leșe | 1954–                | román népdalénekes |
| 2017            |     | Irina Petraș | 1947–                | román író, műfordító, szerkesztő                                                                                               |
| 2017            |     | Horia Bădescu | 1943–                | román író, esszéíró, újságíró, diplomata                                                                                       |
| 2017            |     | Ion Pop | 1941–                | román író, irodalomkritikus, irodalomtörténész, műfordító                                                                      |
| 2018            |     | Dan Fornade | 1951–                | román-kanadai történész |
| 2018            |     | Ioan-Aurel Pop | 1955–                | román történész, a Babeș-Bolyai Tudományegyetem rektora                                                                        |
| 2018            |     | Cornel Cătoi | 1966–                | román állatorvos, a Kolozsvári Agrártudományi és Állatorvosi Egyetem rektora                                                   |
| 2018            |     | Vasile Jucan | 1957–                | román csellóművész, a Gheorghe Dima Zeneakadémia rektora                                                                       |
| 2018            |     | Alexandru Irimie | 1955–                | román orvos, sebész, a Iuliu Hațieganu Orvosi és Gyógyszerészeti Egyetem rektora                                               |
| 2018            |     | Sally Wood-Lamont |                      | a Román Paralimpiai Bizottság Elnöke                                                                                           |
| 2019            |     | Gheorghe-Victor Dumănescu | 1944–                | román karmester |
| 2019            |     | Eugen-Sandu Cucerzan | 1940–2020            | román író, esszéíró, filozófia- és irodalomtörténész                                                                           |
| 2019            |     | Ioachim-Eugen Lupu | 1932–                | román orvos |
| 2019            |     | Simona Halep | 1991–                | román teniszező |
| 2022            |     | Doina Cornea | 1929–2018            | román költőnő és ellenzéki személyiség                                                                                         |
| 2022            |     | Alexandru Bologa | 1995–                | paralimpiai bronzérmes román sportoló                                                                                          |
| 2023            |     | Mircea Dorin Rusu | 1933–                | rögbijátékos, edző, sportvezető                                                                                                |